# Abbazia di San Giovanni Battista
L’abbazia di San Giovanni Battista è un'abbazia che si trova nel comune di Lucoli in provincia dell'Aquila, monumento nazionale dal 1902.

## Storia

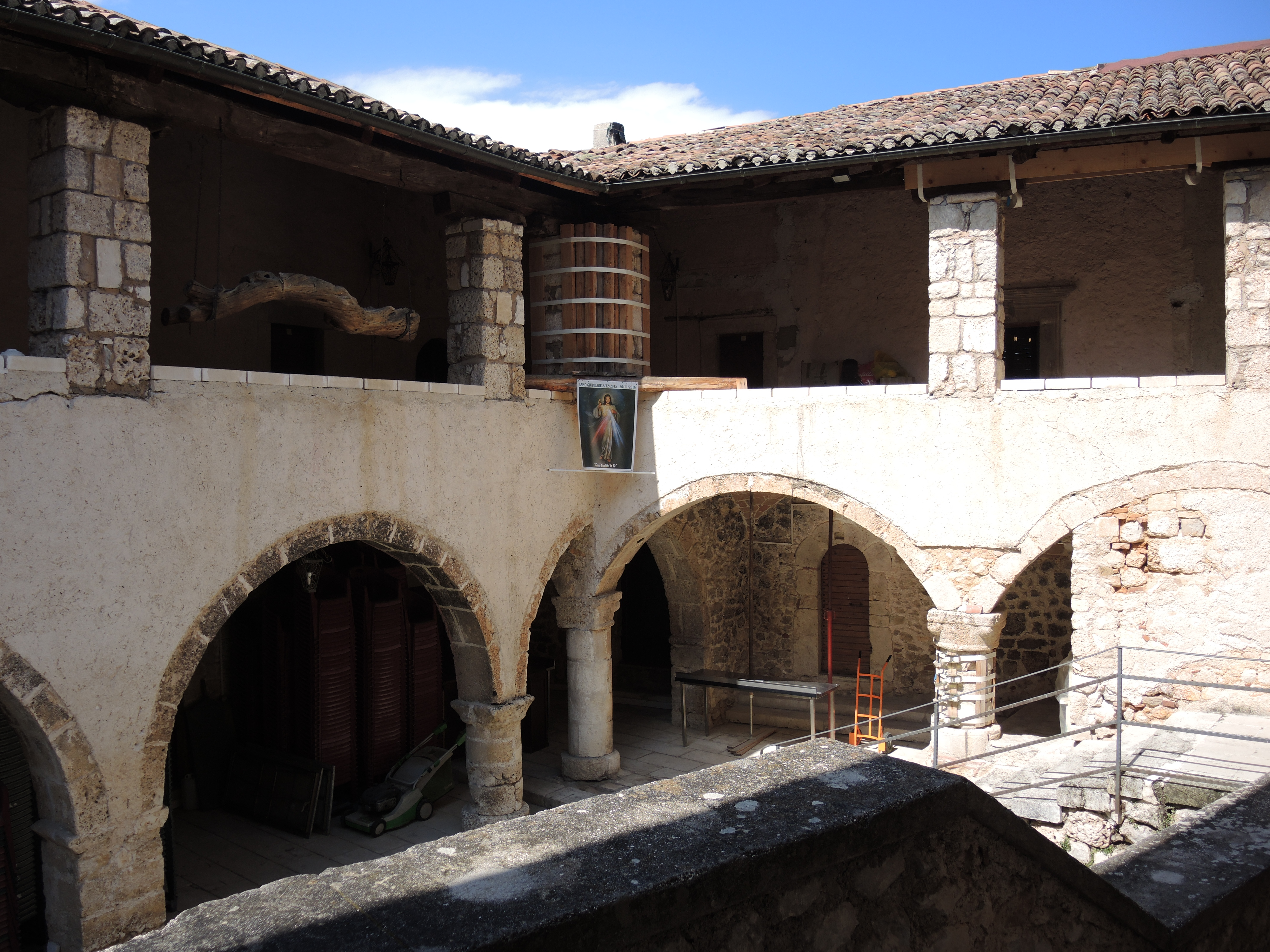
Chiostro

Il monastero benedettino venne fondato prima dell'XI secolo ma non se ne conosce con precisione la data; il toponimo originario risultante dalla prima fonte finora nota, la donazione del 1077 del conte Oderisio dei Conti dei Marsi di tutti i suoi beni fondiari compresi nel castello di Colomonte (l'odierna Collimento) all'allora abate Pietro, era San Giovanni in Ranfonessa, ed indicava un insediamento monastico già esistente ma molto piccolo; con questo atto, che comprendeva anche una serie di coloni già residenti sui terreni coltivati donati al Monastero, il conte Odorisio lo rende indipendente da qualsiasi autorità laica ed ecclesiastica, anche se la pone sotto il controllo diretto della Santa Sede ed impegna se stesso ed i suoi eredi alla sua difesa militare. 
Unita il 27 settembre 1294 da papa Celestino V al monastero di Santo Spirito di Sulmona, tornò autonoma nel 1318. Il monastero venne poi soppresso nel 1461 da papa Callisto III ed iniziò un periodo di decadimento che culminò nel 1754 con la decisione di papa Benedetto XIV di porre l'abbazia sotto la giurisdizione della diocesi dell'Aquila. La reazione negativa della popolazione spinse Ferdinando I delle Due Sicilie a dichiarare nel 1793 l'abbazia di regio patronato, con il potere di eleggere l'abate commendatario. Questa situazione durò fino 1869, quando il parroco di San Giovanni Battista tornò ad essere nominato dal vescovo.

## Architettura

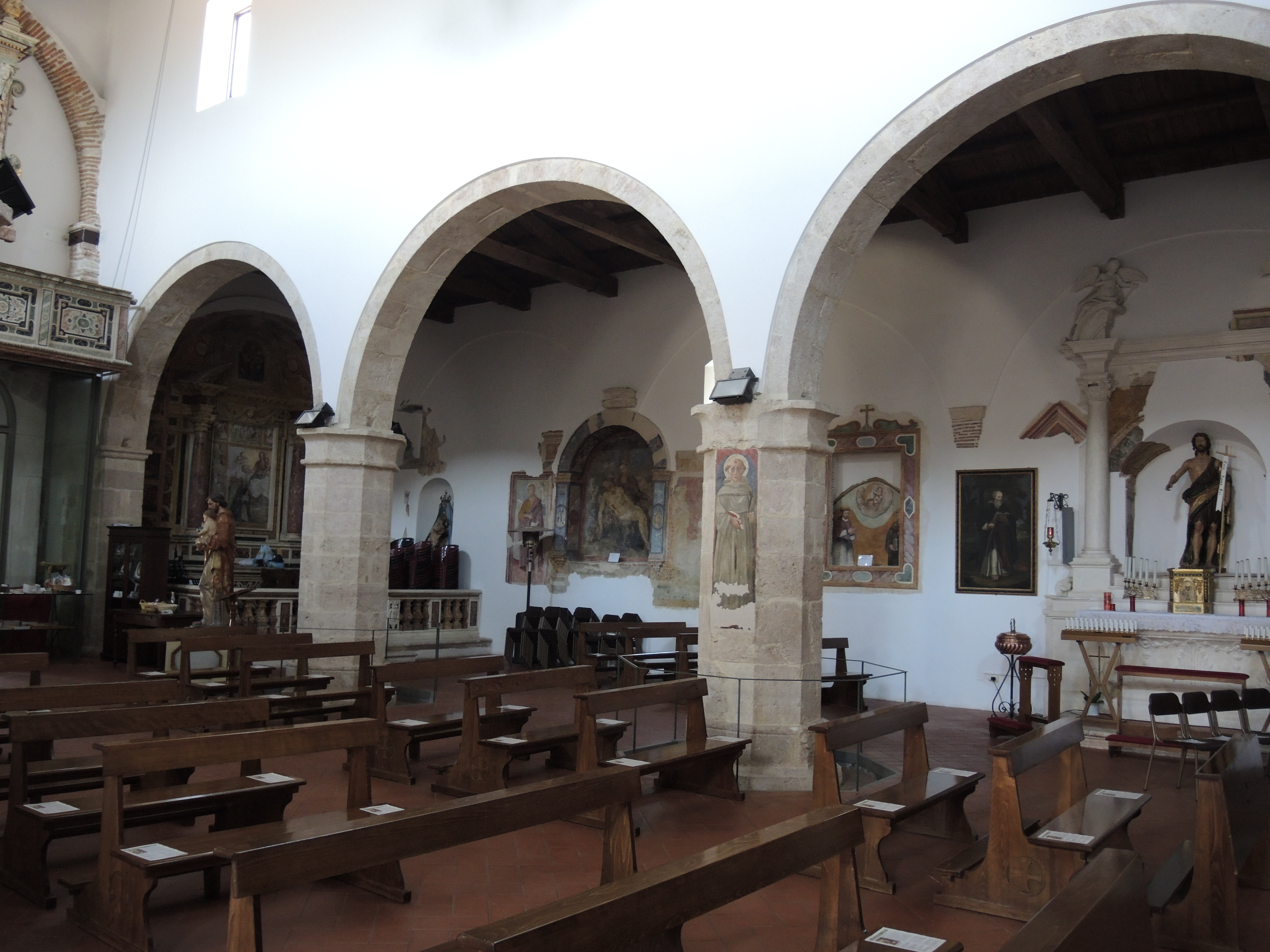
Interno

### Esterno
La facciata della chiesa è composta è da un porticato a tre archi, con quelli laterali a sesto acuto. All'interno del porticato si trova la porta di accesso al chiostro del convento, posto sulla destra della chiesa. Sulla sinistra della facciata si trova il campanile dei primi del 500, collegato alla chiesa da un passaggio attraverso la canonica.

### Interno

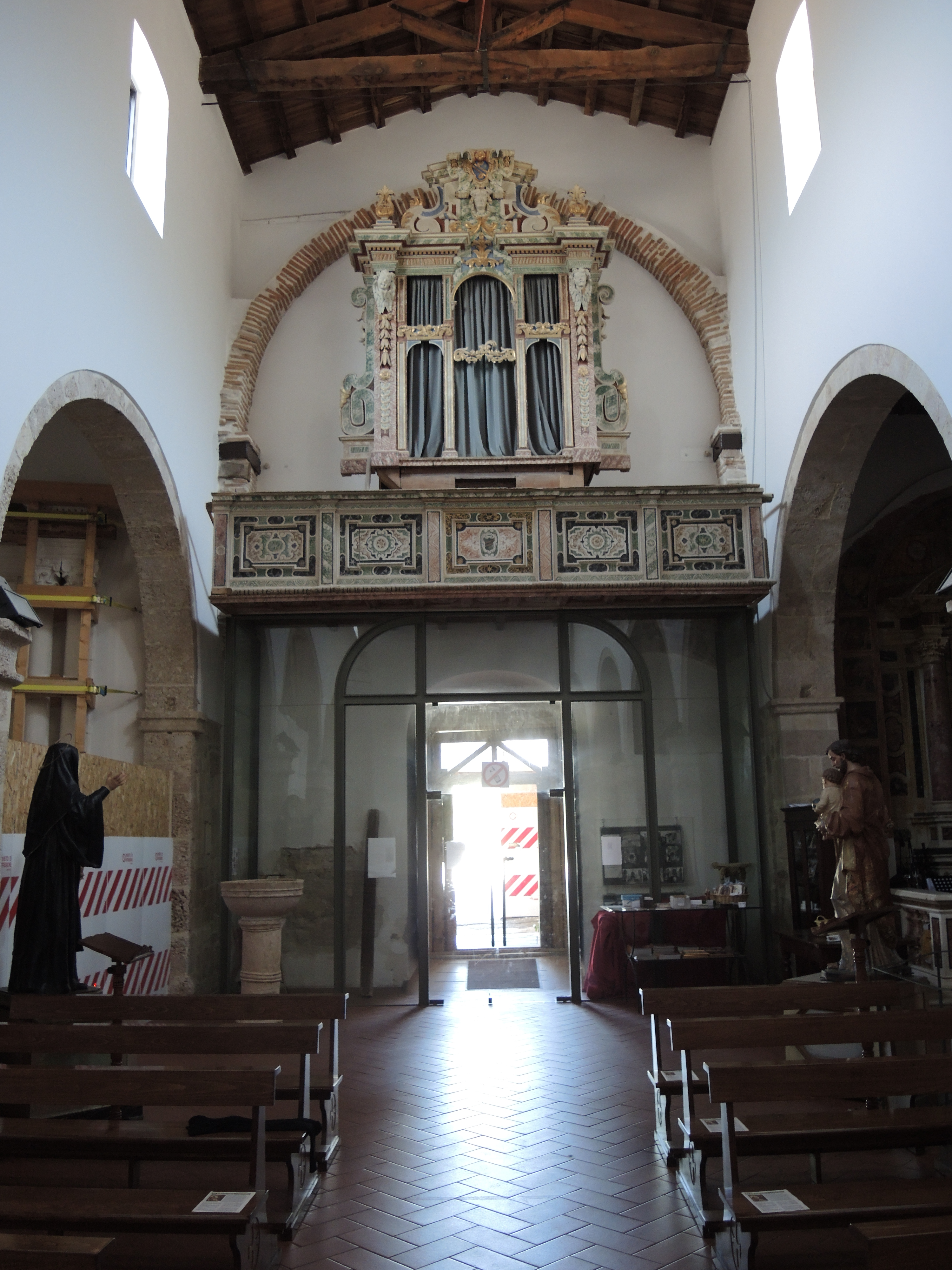
Navata centrale con organo

L'interno della chiesa è a tre navate suddivise da pilastri ottagonali che sorreggono archi a tutto sesto. La copertura attuale è lignea, che ha sostituito la volta a botte introdotta con la trasformazione in barocco dopo il terremoto dell'Aquila del 1703, riportato poi allo stato originario dal restauro del 1994. Durante questo restauro sono stati anche riportati alla luce due affreschi raffiguranti San Lorenzo e San Giorgio ed attribuiti ad Andrea De Litio.
L'altare maggiore, opera di Bernardo Ferradini, è separato dalla navata centrale da una balaustra in marmi bicolori, opera di Giuliano e Pietro Pedetti. L'organo cinquecentesco che si trova sulla parete d'ingresso della navata centrale è opera di Giovanni Farina da Guardiagrele, del quale però rimane solo la cassa.